# François Le Tellier
François Le Tellier,  né le 4 novembre 1630 à Paris et mort le  11 février 1708  à Paris, est un prélat français, évêque de Digne à la fin du XVIIe siècle et au début du XVIIIe siècle. 

## Biographie
François Le Tellier est le fils de Simon Le Tellier, médecin du Roi, et de Françoise Bonnigalle.
Il est ordonné prêtre en juin 1657. Aumônier ordinaire de la maison de la reine   Marie-Thérèse d'Autriche, il devient curé-archiprêtre de Saint-Séverin à Paris en 1663. Le roi le désigne sur le refus de Claude de Bourlon, pour l'évêché de Digne le 12 octobre 1677, il est confirmé le 28 février et consacré le 15 mai suivant par François de Harlay de Champvallon, l'archevêque de Paris. Ce prélat de cour ne fait que de très courts séjours dans son diocèse et réside surtout à Paris. En 1700 il est pourvu de la commende de l'abbaye d'Aiguebelle, au diocèse de Saint-Paul-Trois-Châteaux.

## Sources
- Honoré Fisquet, La France pontificale (Gallia Christiana), Paris, s.d.
- (en) catholic-hierarchy.org : Bishop François le Tellier